# RideLondon-Classique 2018
La 6e édition de RideLondon-Classique a lieu le 28 juillet 2018. C'est la seizième épreuve de l'UCI World Tour féminin 2018. Elle est remportée par la Néerlandaise Kirsten Wild.

## Parcours
La course se dispute dans le centre historique de Londres autour du St James's Park. L'arrivée se trouve sur The Mall. La montée de la Constitution Hill est la seule difficulté du parcours. 

### Primes
L'épreuve se dit être la mieux dotée au monde pour le peloton féminin. La grille de prix est la suivante :
| Position | 1er      | 2e       | 3e      | 4e      | 5e      | 6e      | 7e      | 8e    | 9e    | 10e   |
| Prix     | 25 000 € | 12 500 € | 6 000 € | 3 000 € | 2 000 € | 1 500 € | 1 000 € | 750 € | 750 € | 500 € |

Le classement par équipes rapporte :
| Position | 1er      | 2e      | 3e      | 4e      | 5e      | 6e      | 7e      | 8e      | 9e    | 10e   |
| Prix     | 10 000 € | 7 000 € | 4 000 € | 2 500 € | 1 500 € | 1 000 € | 1 000 € | 1 000 € | 750 € | 750 € |

En sus, les sprints intermédiaires rapportent 1000, 500, 300, 200 et 100 € aux cinq premières. Le classement final des sprints offre 3000, 1500, 900, 600 et 300 € aux cinq premières.

## Équipes
| Équipes féminines professionnelles (19)- Alé Cipollini - Boels Dolmans - BTC City Ljubljana - Canyon-SRAM Racing - Cervélo Bigla - Cylance - FDJ-Nouvelle Aquitaine-Futuroscope - Hitec Products-Birk Sport - Mitchelton-Scott - Rally - Storey Racing - Sunweb - Tibco-Silicon Valley Bank - Trek-Drops - Valcar PBM - Virtu - WaowDeals - Wiggle High5 - WNT-Rotor Pro Cycling |
| |

## Favorites
La vainqueur sortante Coryn Rivera est présente. Les autres principales sprinteuses mondiales également : Marta Bastianelli, Chloe Hosking, Amalie Dideriksen, Jolien D'Hoore, Lotta Lepistö, Marianne Vos et Kirsten Wild entre autres.

## Récit de la course
Danielle Rowe joue les sprints intermédiaires. La course se conclut au sprint. Marianne Vos le lance, mais Kirsten Wild la remonte.

## Classement final
| \| Classement général \| Classement général \| Classement général \| Classement général \| Classement général \| \| Coureuse \| Coureuse \| Pays \| Équipe \| Temps \| \| ------------------ \| ------------------ \| ------------------ \| ------------------ \| ------------------ \| \| 1re \| Kirsten Wild \| Pays-Bas \| Wiggle High5 \| 1 h 29 min 51 s \| \| 2e \| Marianne Vos \| Pays-Bas \| WaowDeals \| + 0 s \| \| 3e \| Elisa Balsamo \| Italie \| Valcar PBM \| + 0 s \| \| 4e \| Chloe Hosking \| Australie \| Alé Cipollini \| + 0 s \| \| 5e \| Lotta Lepistö \| Finlande \| Cervélo Bigla \| + 0 s \| \| 6e \| Coryn Rivera \| États-Unis \| Sunweb \| + 0 s \| \| 7e \| Jolien D'Hoore \| Belgique \| Mitchelton-Scott \| + 0 s \| \| 8e \| Giorgia Bronzini \| Italie \| Cylance \| + 0 s \| \| 9e \| Alice Barnes \| Royaume-Uni \| Canyon-SRAM Racing \| + 0 s \| \| 10e \| Amalie Dideriksen \| Danemark \| Boels Dolmans \| + 0 s \| |                   |             |                    |                 |
| |                   |             |                    |                 |
| Source : ProCyclingStats |                   |             |                    |                 |
| Classement général |                   |             |                    |                 |
| Coureuse | Coureuse          | Pays        | Équipe             | Temps           |
| 1re | Kirsten Wild      | Pays-Bas    | Wiggle High5       | 1 h 29 min 51 s |
| 2e | Marianne Vos      | Pays-Bas    | WaowDeals          | + 0 s           |
| 3e | Elisa Balsamo     | Italie      | Valcar PBM         | + 0 s           |
| 4e | Chloe Hosking     | Australie   | Alé Cipollini      | + 0 s           |
| 5e | Lotta Lepistö     | Finlande    | Cervélo Bigla      | + 0 s           |
| 6e | Coryn Rivera      | États-Unis  | Sunweb             | + 0 s           |
| 7e | Jolien D'Hoore    | Belgique    | Mitchelton-Scott   | + 0 s           |
| 8e | Giorgia Bronzini  | Italie      | Cylance            | + 0 s           |
| 9e | Alice Barnes      | Royaume-Uni | Canyon-SRAM Racing | + 0 s           |
| 10e | Amalie Dideriksen | Danemark    | Boels Dolmans      | + 0 s           |

### UCI World Tour

#### Points attribués
| Position           | 1er | 2e  | 3e  | 4e  | 5e | 6e | 7e | 8e | 9e | 10e | 11e | 12e | 13e | 14e | 15e | 16e à 30e | 31e à 40e |
| Classement général | 200 | 150 | 125 | 100 | 85 | 70 | 60 | 50 | 40 | 35  | 30  | 25  | 20  | 15  | 10  | 5         | 3         |

| Classement par points | Classement par points | Classement par points | Classement par points | Classement par points |
| Coureuse              | Coureuse              | Pays                  | Équipe                | Points                |
| --------------------- | --------------------- | --------------------- | --------------------- | --------------------- |
| 1re                   | Anna van der Breggen  | Pays-Bas              | Boels Dolmans         | 1127 pts              |
| 2e                    | Annemiek van Vleuten  | Pays-Bas              | Mitchelton-Scott      | 1077 pts              |
| 3e                    | Amanda Spratt         | Australie             | Mitchelton-Scott      | 1008 pts              |
| 4e                    | Ashleigh Moolman      | Afrique du Sud        | Cervélo Bigla         | 914 pts               |
| 5e                    | Katarzyna Niewiadoma  | Pologne               | Canyon-SRAM Racing    | 731 pts               |
| 6e                    | Marianne Vos          | Pays-Bas              | WaowDeals             | 730 pts               |
| 7e                    | Jolien D'Hoore        | Belgique              | Mitchelton-Scott      | 635 pts               |
| 8e                    | Amy Pieters           | Pays-Bas              | Boels Dolmans         | 612 pts               |
| 9e                    | Chantal Blaak         | Pays-Bas              | Boels Dolmans         | 543 pts               |
| 10e                   | Megan Guarnier        | États-Unis            | Boels Dolmans         | 497 pts               |

| Classement par points | Classement par points | Classement par points | Classement par points | Classement par points |
| Coureuse              | Coureuse              | Pays                  | Équipe                | Points                |
| --------------------- | --------------------- | --------------------- | --------------------- | --------------------- |
| 1re                   | Anna van der Breggen  | Pays-Bas              | Boels Dolmans         | 1127 pts              |
| 2e                    | Annemiek van Vleuten  | Pays-Bas              | Mitchelton-Scott      | 1077 pts              |
| 3e                    | Amanda Spratt         | Australie             | Mitchelton-Scott      | 1008 pts              |
| 4e                    | Ashleigh Moolman      | Afrique du Sud        | Cervélo Bigla         | 914 pts               |
| 5e                    | Katarzyna Niewiadoma  | Pologne               | Canyon-SRAM Racing    | 731 pts               |
| 6e                    | Marianne Vos          | Pays-Bas              | WaowDeals             | 730 pts               |
| 7e                    | Jolien D'Hoore        | Belgique              | Mitchelton-Scott      | 635 pts               |
| 8e                    | Amy Pieters           | Pays-Bas              | Boels Dolmans         | 612 pts               |
| 9e                    | Chantal Blaak         | Pays-Bas              | Boels Dolmans         | 543 pts               |
| 10e                   | Megan Guarnier        | États-Unis            | Boels Dolmans         | 497 pts               |

| Classement du meilleur jeune | Classement du meilleur jeune | Classement du meilleur jeune | Classement du meilleur jeune | Classement du meilleur jeune |
| Coureuse                     | Coureuse                     | Pays                         | Équipe                       | Points                       |
| ---------------------------- | ---------------------------- | ---------------------------- | ---------------------------- | ---------------------------- |
| 1re                          | Sofia Bertizzolo             | Italie                       | Astana Women's Team          | 36 pts                       |
| 2e                           | Liane Lippert                | Allemagne                    | Sunweb                       | 14 pts                       |
| 3e                           | Jeanne Korevaar              | Pays-Bas                     | WaowDeals                    | 14 pts                       |

| Classement du meilleur jeune | Classement du meilleur jeune | Classement du meilleur jeune | Classement du meilleur jeune | Classement du meilleur jeune |
| Coureuse                     | Coureuse                     | Pays                         | Équipe                       | Points                       |
| ---------------------------- | ---------------------------- | ---------------------------- | ---------------------------- | ---------------------------- |
| 1re                          | Sofia Bertizzolo             | Italie                       | Astana Women's Team          | 36 pts                       |
| 2e                           | Liane Lippert                | Allemagne                    | Sunweb                       | 14 pts                       |
| 3e                           | Jeanne Korevaar              | Pays-Bas                     | WaowDeals                    | 14 pts                       |

| Classement par équipes aux points | Classement par équipes aux points | Classement par équipes aux points | Classement par équipes aux points |
| Équipe                            | Équipe                            | Pays                              | Points                            |
| --------------------------------- | --------------------------------- | --------------------------------- | --------------------------------- |
| 1re                               | Boels Dolmans                     | Pays-Bas                          | 3246 pts                          |
| 2e                                | Mitchelton-Scott                  | Australie                         | 3094 pts                          |
| 3e                                | Canyon-SRAM Racing                | Allemagne                         | 1728 pts                          |
| 4e                                | Sunweb                            | Pays-Bas                          | 1598 pts                          |
| 5e                                | Cervélo Bigla                     | Danemark                          | 1528 pts                          |
| 6e                                | WaowDeals                         | Pays-Bas                          | 1512 pts                          |
| 7e                                | Alé Cipollini                     | Italie                            | 1319 pts                          |
| 8e                                | Wiggle High5                      | Royaume-Uni                       | 1273 pts                          |
| 9e                                | Valcar PBM                        | Italie                            | 575 pts                           |
| 10e                               | Astana Women's                    | Kazakhstan                        | 572 pts                           |

| Classement par équipes aux points | Classement par équipes aux points | Classement par équipes aux points | Classement par équipes aux points |
| Équipe                            | Équipe                            | Pays                              | Points                            |
| --------------------------------- | --------------------------------- | --------------------------------- | --------------------------------- |
| 1re                               | Boels Dolmans                     | Pays-Bas                          | 3246 pts                          |
| 2e                                | Mitchelton-Scott                  | Australie                         | 3094 pts                          |
| 3e                                | Canyon-SRAM Racing                | Allemagne                         | 1728 pts                          |
| 4e                                | Sunweb                            | Pays-Bas                          | 1598 pts                          |
| 5e                                | Cervélo Bigla                     | Danemark                          | 1528 pts                          |
| 6e                                | WaowDeals                         | Pays-Bas                          | 1512 pts                          |
| 7e                                | Alé Cipollini                     | Italie                            | 1319 pts                          |
| 8e                                | Wiggle High5                      | Royaume-Uni                       | 1273 pts                          |
| 9e                                | Valcar PBM                        | Italie                            | 575 pts                           |
| 10e                               | Astana Women's                    | Kazakhstan                        | 572 pts                           |

## Liste des participantes
| Légende | Légende                                                                    | Légende | Légende                                                    |
| ------- | -------------------------------------------------------------------------- | ------- | ---------------------------------------------------------- |
| Num     | Dossard de départ porté par le coureur sur cette RideLondon-Classique      | Pos     | Position à l'arrivée de la course                          |
|         | Indique un maillot de champion national ou mondial, suivi de sa spécialité | NP      | Indique un coureur qui n'a pas pris le départ de la course |
| AB      | Indique un coureur qui n'a pas terminé la course                           | HD      | Indique un coureur qui a terminé la course hors des délais |

| Sunweb SUN                       | Sunweb SUN                 | Sunweb SUN |
| -------------------------------- | -------------------------- | ---------- |
| Num                              | Coureur                    | Pos        |
| 1                                | Coryn Rivera (USA) (route) | 6e         |
| 2                                | Leah Kirchmann (CAN)       | 15e        |
| 3                                | Floortje Mackaij (NED)     | 23e        |
| 4                                | Pernille Mathiesen (DEN)   | 80e        |
| 5                                | Lucinda Brand (NED)        | 17e        |
| 6                                | Ellen Van Dijk (NED)       | 25e        |
| Directeur sportif : Koen de Haan |                            |            |

| Canyon-SRAM Racing CSR          | Canyon-SRAM Racing CSR | Canyon-SRAM Racing CSR |
| ------------------------------- | ---------------------- | ---------------------- |
| Num                             | Coureur                | Pos                    |
| 11                              | Alice Barnes (GBR)     | 9e                     |
| 12                              | Tiffany Cromwell (AUS) | 67e                    |
| 13                              | Trixi Worrack (GER)    | 37e                    |
| 14                              | Christa Riffel (GER)   | 78e                    |
| 15                              | Lisa Klein (GER)       | 38e                    |
| 16                              | Tanja Erath (GER)      | 92e                    |
| Directeur sportif : Beth Duryea |                        |                        |

| BTC City Ljubljana BTC           | BTC City Ljubljana BTC | BTC City Ljubljana BTC |
| -------------------------------- | ---------------------- | ---------------------- |
| Num                              | Coureur                | Pos                    |
| 21                               | Ursa Pintar (SLO)      | 58e                    |
| 22                               | Corinna Lechner (GER)  | 59e                    |
| 23                               | Mia Radotic (CRO)      | 96e                    |
| 24                               | Eugenia Bujak (SLO)    | 36e                    |
| 25                               | Olena Pavlukhina (AZE) | AB                     |
| 26                               | Maaike Boogaard (NED)  | 77e                    |
| Directeur sportif : Gorazd Penko |                        |                        |

| Trek-Drops DRP                 | Trek-Drops DRP           | Trek-Drops DRP |
| ------------------------------ | ------------------------ | -------------- |
| Num                            | Coureur                  | Pos            |
| 31                             | Eva Buurman (NED)        | 35e            |
| 32                             | Elizabeth Holden (GBR)   | 34e            |
| 33                             | Abby-Mae Parkinson (GBR) | 71e            |
| 34                             | Abigail Van Twisk (GBR)  | 52e            |
| 35                             | Lucy Shaw (GBR)          | 88e            |
| 36                             | Annabel Simpson (GBR)    | 61e            |
| Directeur sportif : Bob Varney |                          |                |

| Hitec Products HPU            | Hitec Products HPU     | Hitec Products HPU |
| ----------------------------- | ---------------------- | ------------------ |
| Num                           | Coureur                | Pos                |
| 41                            | Thea Thorsen (NOR)     | 66e                |
| 42                            | Ingrid Moe (NOR)       | 99e                |
| 43                            | Nina Kessler (NED)     | 31e                |
| 44                            | Charlotte Becker (GER) | 47e                |
| 45                            | Ingvild Gåskjenn (NOR) | AB                 |
| 46                            | Line Gulliksen (NOR)   | AB                 |
| Directeur sportif : Karl Lima |                        |                    |

| Cervélo Bigla CBT                  | Cervélo Bigla CBT            | Cervélo Bigla CBT |
| ---------------------------------- | ---------------------------- | ----------------- |
| Num                                | Coureur                      | Pos               |
| 51                                 | Ashleigh Moolman-Pasio (RSA) | 62e               |
| 52                                 | Lotta Lepistö (FIN) (route)  | 5e                |
| 54                                 | Clara Koppenburg (GER)       | 68e               |
| 55                                 | Nicole Hanselmann (SWI)      | 75e               |
| 56                                 | Ann-Sophie Duyck (GER)       | 41e               |
| Directeur sportif : Thomas Campana |                              |                   |

| TIBCO-SVB TIB                     | TIBCO-SVB TIB                 | TIBCO-SVB TIB |
| --------------------------------- | ----------------------------- | ------------- |
| Num                               | Coureur                       | Pos           |
| 61                                | Kendall Ryan (USA)            | 94e           |
| 62                                | Alice Cobb (GBR)              | AB            |
| 63                                | Brodie Chapman (AUS)          | 43e           |
| 64                                | Ingrid Drexel (MEX)           | 28e           |
| 65                                | Alison Jackson (CAN)          | 44e           |
| 66                                | Shannon Malseed (AUS) (route) | 60e           |
| Directeur sportif : Edward Beamon |                               |               |

| Alé Cipollini ALE                        | Alé Cipollini ALE       | Alé Cipollini ALE |
| ---------------------------------------- | ----------------------- | ----------------- |
| Num                                      | Coureur                 | Pos               |
| 71                                       | Marta Bastianelli (ITA) | 27e               |
| 72                                       | Chloe Hosking (AUS)     | 4e                |
| 73                                       | Martina Stefani (ITA)   | AB                |
| 74                                       | Soraya Paladin (ITA)    | 21e               |
| 75                                       | Karlijn Swinkels (NED)  |                   |
| 76                                       | Anna Trevisi (ITA)      | 84e               |
| Directeur sportif : Fortunato Lacquaniti |                         |                   |

| Cylance CPC                        | Cylance CPC               | Cylance CPC |
| ---------------------------------- | ------------------------- | ----------- |
| Num                                | Coureur                   | Pos         |
| 81                                 | Sheyla Gutierrez (ESP)    | 76e         |
| 82                                 | Marta Tagliaferro (ITA)   | 20e         |
| 85                                 | Jelena Eric (SRB) (route) | 53e         |
| 86                                 | Giorgia Bronzini (ITA)    | 8e          |
| Directeur sportif : Manel Lacambra |                           |             |

| Rally Cycling RLY                | Rally Cycling RLY             | Rally Cycling RLY |
| -------------------------------- | ----------------------------- | ----------------- |
| Num                              | Coureur                       | Pos               |
| 91                               | Sara Bergen (CAN)             |                   |
| 92                               | Kirsti Lay (CAN)              | 48e               |
| 93                               | Kelly Catlin (USA)            | 30e               |
| 94                               | Emma White (USA)              | 13e               |
| 95                               | Katherine Maine (CAN) (route) | 57e               |
| 96                               | Heidi Franz (USA)             | 45e               |
| Directeur sportif : Zachary Bell |                               |                   |

| Virtu Cycling TVC                | Virtu Cycling TVC         | Virtu Cycling TVC |
| -------------------------------- | ------------------------- | ----------------- |
| Num                              | Coureur                   | Pos               |
| 101                              | Barbara Guarischi (ITA)   | 16e               |
| 102                              | Christina Siggaard (DEN)  | 18e               |
| 103                              | Emilie Moberg (NOR)       | 89e               |
| 104                              | Katarzyna Pawlowska (POL) | 32e               |
| 105                              | Mieke Kröger (GER)        | 79e               |
| 106                              | Claudia Koster (NED)      | 91e               |
| Directeur sportif : Daniel Foder |                           |                   |

| Boels Dolmans DLT               | Boels Dolmans DLT               | Boels Dolmans DLT |
| ------------------------------- | ------------------------------- | ----------------- |
| Num                             | Coureur                         | Pos               |
| 111                             | Amalie Dideriksen (DEN) (route) | 10e               |
| 112                             | Amy Pieters (NED)               | 40e               |
| 113                             | Chantal Blaak (NED) (route)     | 69e               |
| 114                             | Christine Majerus (LUX) (route) | 39e               |
| 115                             | Skylar Schneider (USA)          | 70e               |
| 116                             | Anna Plichta (POL)              | 85e               |
| Directeur sportif : Bram Sevens |                                 |                   |

| WNT-Rotor WNT                      | WNT-Rotor WNT                 | WNT-Rotor WNT |
| ---------------------------------- | ----------------------------- | ------------- |
| Num                                | Coureur                       | Pos           |
| 121                                | Anna Badegruber (AUT)         | AB            |
| 122                                | Lea Lin Teutenberg (GER)      | 54e           |
| 123                                | Gabrielle Pilote-Fortin (CAN) | 51e           |
| 125                                | Winanda Spoor (NED)           | 98e           |
| 126                                | Aafke Soet (GER)              | 74e           |
| Directeur sportif : Dirk Baldinger |                               |               |

| FDJ-Nouvelle Aquitaine-Futuroscope FUT | FDJ-Nouvelle Aquitaine-Futuroscope FUT | FDJ-Nouvelle Aquitaine-Futuroscope FUT |
| -------------------------------------- | -------------------------------------- | -------------------------------------- |
| Num                                    | Coureur                                | Pos                                    |
| 131                                    | Roxane Fournier (FRA)                  | 95e                                    |
| 132                                    | Eugénie Duval (FRA)                    | 19e                                    |
| 133                                    | Coralie Demay (FRA)                    | 90e                                    |
| 134                                    | Lauren Kitchen (AUS)                   | 97e                                    |
| 135                                    | Rozanne Slik (NED)                     | 29e                                    |
| 136                                    | Moniek Tenniglo (NED)                  | 93e                                    |
| Directeur sportif : Cédric Barre       |                                        |                                        |

| Mitchelton-Scott MTS              | Mitchelton-Scott MTS  | Mitchelton-Scott MTS |
| --------------------------------- | --------------------- | -------------------- |
| Num                               | Coureur               | Pos                  |
| 141                               | Jolien D'Hoore (BEL)  | 7e                   |
| 142                               | Gracie Elvin (AUS)    | 65e                  |
| 143                               | Sarah Roy (AUS)       | 14e                  |
| 145                               | Alexandra Manly (AUS) | 87e                  |
| 146                               | Amanda Spratt (AUS)   | 86e                  |
| Directeur sportif : Martin Vestby |                       |                      |

| Storey Racing STR                  | Storey Racing STR           | Storey Racing STR |
| ---------------------------------- | --------------------------- | ----------------- |
| Num                                | Coureur                     | Pos               |
| 151                                | Rebecca Durrell (GBR)       | 50e               |
| 152                                | Monica Dew (GBR)            | 55e               |
| 154                                | Bethany Crumpton (GBR)      | 56e               |
| 155                                | Elizabeth-Jane Harris (GBR) | 49e               |
| 156                                | Chanel Mason (GBR)          | AB                |
| Directeur sportif : Richard Storey |                             |                   |

| Valcar PBM VAL                    | Valcar PBM VAL                  | Valcar PBM VAL |
| --------------------------------- | ------------------------------- | -------------- |
| Num                               | Coureur                         | Pos            |
| 161                               | Elisa Balsamo (ITA)             | 3e             |
| 162                               | Maria Giulia Confalonieri (ITA) | 11e            |
| 163                               | Chiara Consonni (ITA)           | 63e            |
| 164                               | Ilaria Sanguineti (ITA)         | 64e            |
| 165                               | Silvia Persico (ITA)            | 26e            |
| 166                               | Marta Cavalli (ITA) (route)     | 46e            |
| Directeur sportif : Davide Arzeni |                                 |                |

| Wiggle High5 WHT               | Wiggle High5 WHT       | Wiggle High5 WHT |
| ------------------------------ | ---------------------- | ---------------- |
| Num                            | Coureur                | Pos              |
| 171                            | Kirsten Wild (NED)     | 1er              |
| 172                            | Amy Cure (AUS)         | 73e              |
| 173                            | Macey Stewart (AUS)    | 42e              |
| 174                            | Lucy Garner (GBR)      | 72e              |
| 175                            | Lisa Brennauer (GER)   | 22e              |
| 176                            | Rachele Barbieri (ITA) | 24e              |
| Directeur sportif : Kim Palmer |                        |                  |

| WaowDeals WAD                         | WaowDeals WAD              | WaowDeals WAD |
| ------------------------------------- | -------------------------- | ------------- |
| Num                                   | Coureur                    | Pos           |
| 181                                   | Jeanne Korevaar (NED)      | 83e           |
| 182                                   | Anouska Koster (NED)       | 12e           |
| 183                                   | Yara Kastelijn (NED)       | 33e           |
| 184                                   | Sabrina Stultiens (NED)    | 81e           |
| 185                                   | Marianne Vos (NED) (route) | 2e            |
| 186                                   | Danielle Rowe (GBR)        | 82e           |
| Directeur sportif : Eric van den Boom |                            |               |